# Триумф Галатеи
«Триу́мф Галате́и» (итал. Trionfo di Galatea) — фреска, созданная в 1511 году живописцем эпохи Высокого Возрождения Рафаэлем Санти с учениками на Вилле Фарнезина в Риме. Вилла была построена для сиенского банкира Агостино Киджи, покровителя художника и одного из богатейших людей эпохи. Фреска Рафаэля расположена на первом этаже виллы, на западной стене «Лоджии Галатеи».

## Сюжет и композиция росписи
В древнегреческой мифологии Галатея — имя нимфы нереиды (дочери Нерея), которая влюбилась в пастуха Акида. Циклоп Полифем, также влюблённый в Галатею, подстерёг Акида и раздавил его громадным камнем. Галатея превратила своего несчастного возлюбленного в прекрасную прозрачную речку. Эту историю изложил древнегреческий поэт Филоксен в дифирамбе «Киклоп», сочинённом в каменоломнях близ Сиракуз.
В своей фреске Рафаэль отошёл от точного изложения античного сюжета и сочинил сцену, известную как «Похищение Галатеи». Источником, вероятно, стали «Идиллии» Феокрита или «Метаморфозы» Овидия, «отфильтрованные» Анджело Полициано, или Апулеем. На фреске изображен апофеоз нимфы Галатеи, которая представлена на колеснице в виде раковины «морского гребешка», запряжённой двумя дельфинами, окружённая праздничной процессией морских божеств: тритонов и нереид, трубящим морским божеством (Палемоном?). Купидоны (амуры) в небе собираются метнуть в Галатею любовные дротики. Четвёртый, к которому обращен целомудренный взор Галатеи, держит спрятанный за облаком пучок стрел, символизирующий, согласно аллегориям Полициано, целомудрие платоновской любви.

## Иконография
Слева от композиции «Триумф Галатеи», над дверью, находится фреска «Полифем» работы Себастьяно дель Пьомбо, также посвящённая теме любви. Возможно, замысел росписей был шире, чем удалось осуществить. Предполагается также, что для «Галатеи» Рафаэль, как он делал в большинстве случаев, взял за основу античные прототипы, возможно, барельеф с изображением Афродиты (ныне хранится в Капитолийском музее). Тема богини на колеснице в форме раковины среди резвящихся слуг ассоциируется также с картиной «Рождение Венеры» Сандро Боттичелли.
Отмечено также, что черты лица Нереиды принадлежат Маргерите Лути (итал. Margherita Luti), возлюбленной и музе Рафаэля, известной под прозванием «Ла Форнарина», или «Прекрасная булочница», дочери булочника (итал. fornaio), которая позировала для нескольких картин Рафаэля: «Донна Велата» (1516), «Форнарина» (1518—1519), «Сикстинская Мадонна» (1512—1513). «Триумф Галатеи», таким образом, является первым произведением, на котором представлена его возлюбленная. Они познакомились именно в то время, когда Рафаэль работал на вилле, а Маргерита приносила туда свежевыпеченный хлеб. Согласно легенде, банкир Киджи хотел выгнать дочь пекаря, отвлекающую художника, но Рафаэль пригрозил ему в этом случае прекратить работу.

## Письмо Кастильоне
Фреска «Триумф Галатеи» вошла в историю искусства, помимо её художественных достоинств, и тем, что она послужила поводом для знаменитой дискуссии о классицистической эстетике, развернувшейся в переписке художника и выдающегося писателя и поэта того времени, графа Бальдассаре Кастильоне. Граф был восхищён работой Рафаэля и спрашивал его: какова была модель для Галатеи, получив в ответ «никакой», он был удивлён. В ответ Рафаэль писал Кастильоне в 1514 году: «Что до Галатеи, то я почёл бы себя великим мастером, если бы в ней была хотя половина тех великих вещей, о которых Ваше сиятельство мне пишет… И я скажу Вам, что для того, чтобы написать красавицу, мне надо видеть многих красавиц; при условии, что Ваше сиятельство будет находиться со мной, чтобы сделать выбор наилучшей. Но ввиду недостатка как в хороших судьях, так и в красивых женщинах, я пользуюсь некоторой идеей, которая приходит мне на мысль».

## Атрибуция
В период реставрационных работ под фреской была обнаружена (синопия) нарисованная «обманка»: «створка окна с занавеской». Рядом с наброском лица Галатеи и другими фрагментами, перенесёнными на фреску, находится профиль бородатого мужчины, который считается портретом Микеланджело. По легенде, в период работы Рафаэля над росписями его соперник Микеланджело проник в зал и оставил свой автограф на одном из люнетов.
Атрибуция «Триумфа Галатеи» до настоящего времени остаётся спорной. Ранее эту работу безоговорочно приписывали Рафаэлю. Однако простое наблюдение выявляет «несколько рук», возможно, принадлежащих разным художникам. Из документов достоверно известно, что перегруженный в эти годы обилием заказов, прежде всего заботами о строительстве собора Св. Петра и ответственными росписями «станц» в Ватикане (1508—1517), Рафаэль перепоручил трудоёмкую работу над фресками своим помощникам, тем более, что во многих случаях Рафаэль делал подготовительные рисунки, а росписи выполняли другие. На Вилле Фарнезина работали его ученики и помощники: Джулио Романо, Себастьяно дель Пьомбо, Франческо Пенни и Содома. После реставрации фрески, проведённой в середине XX века, обнаружившей «поновления» XVII века, закрывавшие многие детали, стало очевидным, что наиболее ответственные части (лики и фигура Галатеи) написаны самим Рафаэлем, а остальное, скорее всего, написал Джулио Романо.